# Saaldiener
Saaldiener haben die Funktion, einen Saal zu betreuen. Zu ihren Aufgaben gehören das Sicherstellen der technischen Abläufe und die Betreuung von Gästen bzw. Tagungsteilnehmern. Staatliche Organe, wie beispielsweise Parlamente oder Ministerien, beschäftigen Saaldiener auch deshalb, weil diese neben ihren logistischen Aufgaben zusätzlich für die Einhaltung der zeremoniellen Würde verantwortlich sind. In der Schweiz werden Saal- und Amtsdiener üblicherweise Weibel genannt.

## Saaldiener des Deutschen Bundestages

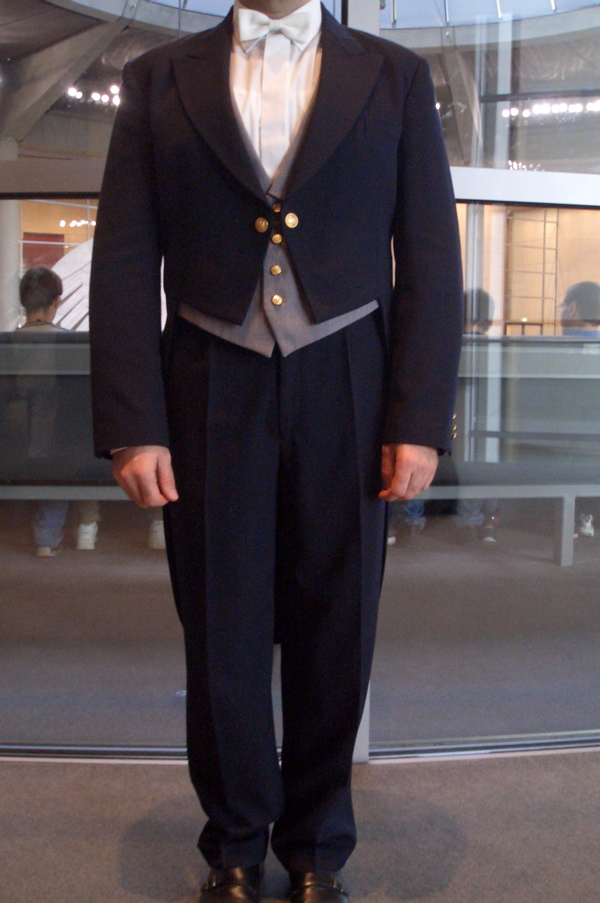
Bundestagsfrack

Die wohl bekanntesten Saaldiener Deutschlands sind die des Deutschen Bundestages. Organisatorisch sind sie in einem Teilsachbereich (Plenar- und Ausschussassistenzdienst) im Referat Org.- Technischer Parlamentsdienst der Abteilung Z (Zentrale Dienste) in der Bundestagsverwaltung angesiedelt. Geleitet werden sie von einem Platzmeister und seinen Plenarsekretären, die mit der Unterstützung vieler Plenarassistenten für eine organisatorisch-technisch reibungslose Durchführung der Plenarsitzungen sorgen. Die Bezeichnung Saaldiener ist somit ein Sammelbegriff für all diese Mitarbeiter.

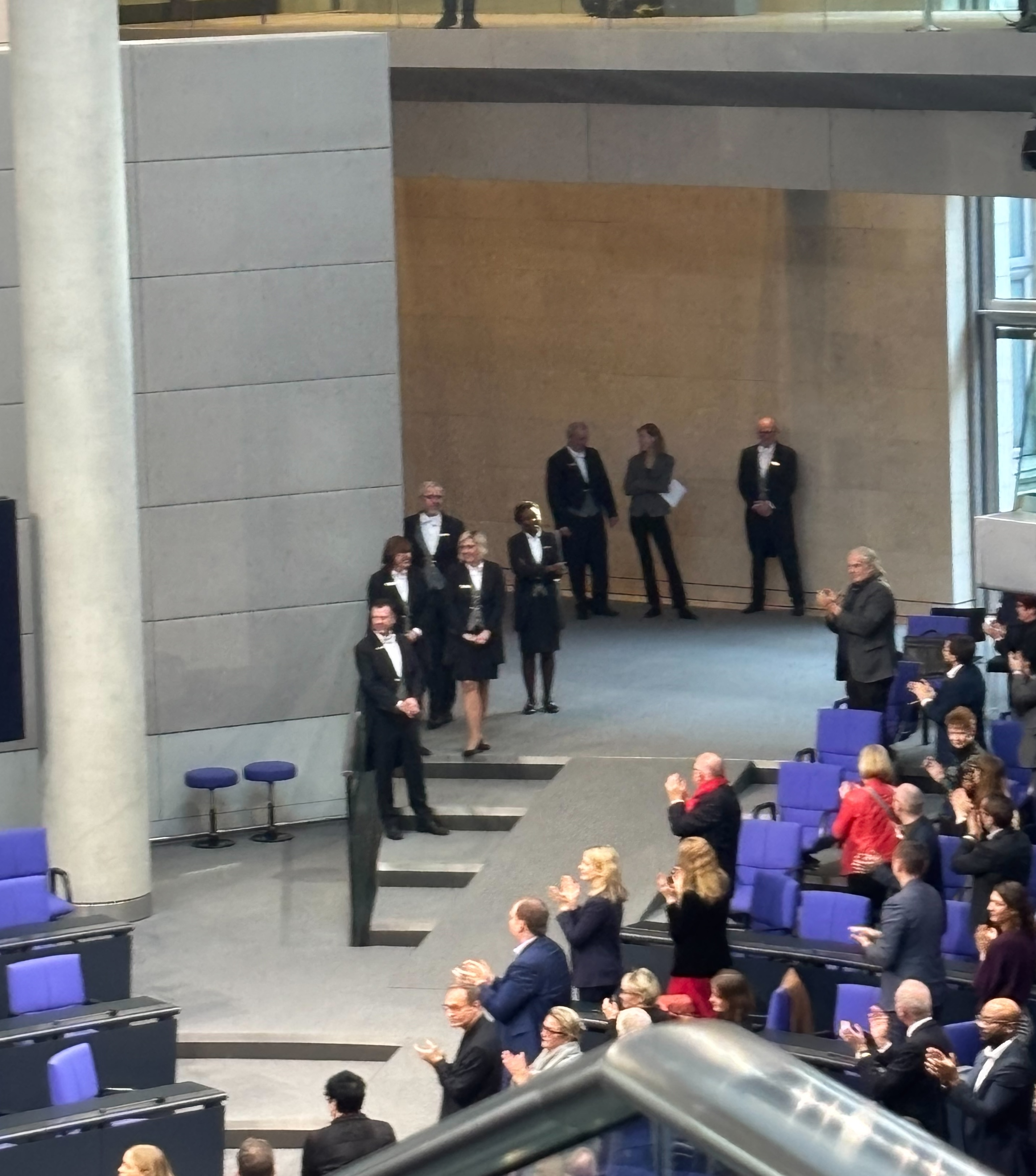
Saaldiener erhalten am Ende der 20. Legislaturperiode Applaus von den Abgeordneten für ihre Arbeit.

In ihrer Dienstkleidung, der typischen dunkelblauen Livree mit Goldknöpfen und Bundesadler, sorgen sie dafür, dass nur die jeweils Berechtigten Zutritt zum Plenarsaal oder zu Sitzungen von Arbeitsgruppen und Parlamentsausschüssen erhalten. Während der Sitzungen kümmern sich die Saaldiener darum, dass das Rednerpult immer auf die richtige Höhe eingestellt ist und für die Redner jeweils ein frisches Glas Wasser bereitsteht. Sie betätigen die Klingelzeichen vor Plenumsbeginn oder bei Abstimmungen zum Hammelsprung, stellen das Band mit den Kirchenglocken für die Morgenandacht an und informieren über eine Anzeige über die nächsten Tagesordnungspunkte. Weiterhin teilen sie die Drucksachen an die Bundestagsabgeordneten aus, kontrollieren die Eingänge zum Plenarsaal und verwalten die Anwesenheitslisten. Gelegentlich erledigen sie für die Abgeordneten Botengänge und informieren sie über wichtige Anrufe. In der sitzungsfreien Zeit leisten sie Aufräum-, Umbauarbeiten, kleine Umzüge und sind verantwortlich für die Beflaggung der Bundestagsliegenschaften.

## Saaldiener des Europäischen Parlaments

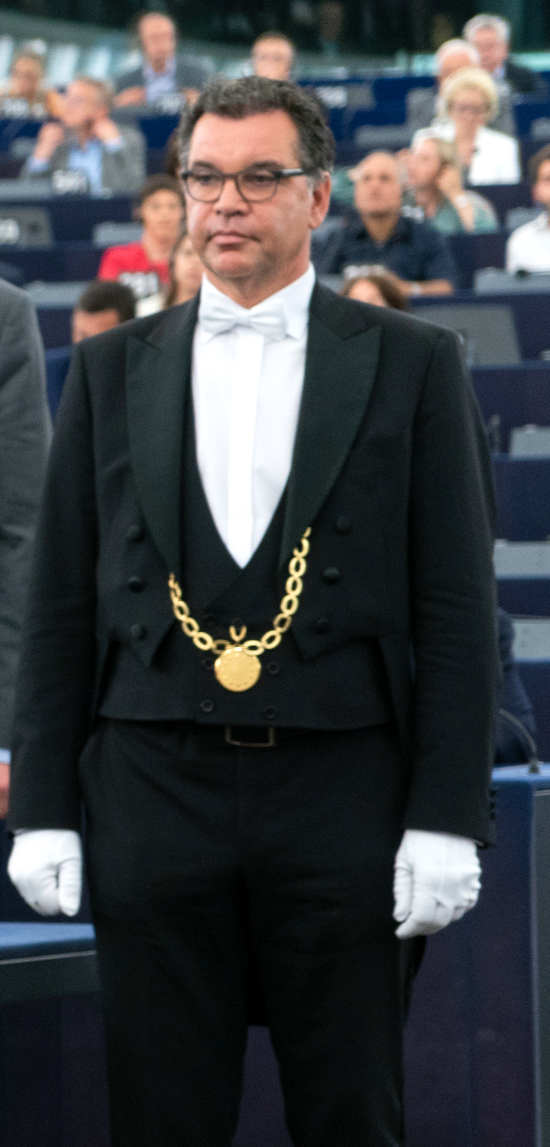
Leitender Saaldiener des Europäischen Parlaments

Auch das Europäische Parlament beschäftigt an seinen drei Sitzen Brüssel, Straßburg und Luxemburg Saaldiener. Im Jahr 2005 beschäftigte das Parlament 121 Saaldiener, die als Beamte ein spezielles Auswahlverfahren durchlaufen müssen. 30 der 121 Saaldiener sind für die Organisation der Plenarsitzungen verantwortlich. Die Saaldiener gehören zu der größeren Gruppe der Amtsdiener des Europäischen Parlaments. Angestellt und koordiniert werden die Saaldiener von der Generaldirektion Logistik und Verdolmetschung für Konferenzen (GD LINC) des Europäischen Parlaments. Ursprünglich waren nur Männer als Saal- und Amtsdiener vorgesehen, inzwischen gestattet die Generaldirektion auch Frauen in dieser Aufgabe.
Alle Saaldiener des Europäischen Parlaments tragen eine maßgeschneiderte Uniform bestehend aus einem schwarzen Frack, Smokinghemd und weißer Fliege. Zudem tragen alle eine große Kette mit einem Emblem des Europäischen Parlaments. Während die Kette der Saaldienerleitung vergoldet ist, sind die der anderen Saaldiener versilbert.
Da der erste Protokollchef des Europaparlaments französischer Herkunft war, sind viele Merkmale der Saal- und Amtsdiener des Europäischen Parlaments, zum Beispiel die Uniform, französischer Herkunft. Auch die Bezeichnung huissiers (von französisch huis für „Tür“) für die Saal- und Amtsdiener entstammt daher.